# Ruby Larocca
Ruby Larocca est une actrice et productrice américaine née le 21 novembre 1981 à Sommerville dans le New Jersey qui apparait parfois aussi sous le nom d'Esmeralda De La Rocca. Elle joue principalement dans des films d'horreur et des films érotiques saphiques.

## Biographie
Elle est en couple avec Monica Puller.

## Filmographie
- 2000 : Peeping in a Girl's Dormitory
- 2000 : Misty's Secret
- 2000 : International Necktie Strangler
- 2001 : Seduction of Cyber Jane
- 2001 : My First Female Lover
- 2001 : Gladiator Eroticvs: The Lesbian Warriors
- 2001 : Erotic Survivor
- 2001 : Blood for the Muse
- 2001 : The Sexy Sixth Sense
- 2001 : Witchbabe: The Erotic Witch Project 3
- 2002 : My Vampire Lover
- 2002 : Mummy Raider
- 2002 : The Erotic Mirror
- 2002 : Satan's School for Lust
- 2003 : Sour Milk
- 2003 : Confessions of a Natural Beauty
- 2003 : Dr Jekyll & Mistress Hyde
- 2003 : The Lord of the G-Strings
- 2003 : Lustful Addiction
- 2003 : Flesh for the Beast
- 2003 : Spiderbabe
- 2003 : Sexual Confessions
- 2004 : Orgasm Torture in Satan's Rape Clinic
- 2004 : Dr. Horror's Erotic House of Idiots
- 2004 : Bone Sickness
- 2004 : The Erotic Diary of Misty Mundae
- 2004 : The Seduction of Misty Mundae
- 2005 : New York Wildcats
- 2005 : Bikini Girls on Dinosaur Planet
- 2005 : The Devil's Bloody Playthings
- 2006 : Shadow: Dead Riot
- 2006 : An Erotic Werewolf in London
- 2006 : The Lost
- 2007 : Skin Crawl
- 2007 : Pretty
- 2008 : Cloak & Shag Her
- 2009 : Tainted Milk
- 2009 : The Wigly
- 2009 : Batbabe: The Dark Nightie
- 2009 : Faces of Schlock
- 2009 : Ice Cream Sunday
- 2009 : Contact
- 2010 : She Wolf Rising
- 2010 : Stephen Romano Presents Shock Festival
- 2010 : President's Day
- 2010 : Belated by Valentine's Lover
- 2010 : The Quiet Ones
- 2010 : The Super
- 2010 : Zombiechrist
- 2011 : The Sickness
- 2011 : The Masks That the Monsters Wear
- 2011 : The Bunnyman
- 2011 : Zombie Babies
- 2011 : Witch's Brew
- 2012 : Devil Moon
- 2012 : Where the Dead Go to Die (voix)
- 2012 : Bleeding Through
- 2012 : This Girl's Gun
- 2012 : Slaughter Daughter : Apple
- 2013 : The Cemetery : Meg
- 2014 : Call Girl of Cthulhu : Billie
- 2014 : Survive
- 2015 : Sociopathia : Emily
- 2016 : She Wolf Rising : Lace / Lillian
- 2016 : When Black Birds Fly : Dotty
- 2016 : Blood Wings
- 2016 : The Deterioration Blues : Tiffany Blackbird
- 2016 : Revenge of the Devil Bat
- 2017 : Scream Queen Campfire : Kristy